# Magelhaenral
De magelhaenral (Rallus antarcticus) is een vogel uit de familie van rallen (Rallidae). Het is een kwetsbare soort die voorkomt in het zuiden van Chili en Argentinië.

## Kenmerken
De vogel is 20 cm lag. Het is een kleine soort ral met een duidelijke tekening in het verenkleed. Van boven is de vogel roodbruin met zwarte strepen. Van onder is de vogel bleek leikleurig blauw met vaag bruin gekleurde flanken. De onderbuik is zwart wit gestreept en de onderstaartdekveren zijn wit. De snavel is dofrood en de poten zijn rozerood.

## Verspreiding en leefgebied
Deze soort komt voor in het zuiden van Argentinië en Chili. Het leefgebied bestaat uit uitgestrekte moerassige gebieden, dicht begroeid met waterplanten en zegge- en grasachtige vegetaties in Patagonië en Vuurland.

## Status
De magelhaenral heeft een beperkt verspreidingsgebied en daardoor is de kans op uitsterven aanwezig. De grootte van de populatie werd in 2016 door BirdLife International geschat op 3,5 tot 15 duizend individuen en de populatie-aantallen nemen af door habitatverlies. Veel van het leefgebied wordt landbouwkundig ontwikkeld waarbij water wordt onttrokken aan wetlands. Om deze redenen staat deze soort als kwetsbaar op de Rode Lijst van de IUCN.